# رينان ماركيز
رينان ماركيز هو لاعب كرة قدم برازيلي في مركز الهجوم، ولد في 8 مارس 1983 في بلدية فرناندوبولس في البرازيل. لعب مع باوليستا وجيجو يونايتد ونادي بني ياس ونادي بوتافوغو اس بي ونادي سانتا كلارا ونادي شيانج ري يونايتد.

## وصلات خارجية
- رينان ماركيز على موقع دوري كوريا الجنوبية (الإنجليزية)
- رينان ماركيز على موقع قاعدة بيانات كرة القدم.إي يو (الإنجليزية)
- رينان ماركيز على موقع Soccerway.com (الإنجليزية)